# Бабаева, Рахшанда Ибрагим кызы
Рахшанда Ибрагим кызы Бабаева (азерб. Rəxşəndə İbrahim qızı Babayeva), в девичестве Ахундова (1904 — 1969), — азербайджанский советский этнограф, первая азербайджанка-специалист в области этнографии. Автор монографий «Свадебные обычаи города Куба» и «Древние свадебные обычаи Баку и Апшерона».

## Биография
Рахшанда Ахундова родилась в 1904 году в Баку в семье выходцев из Губы. Начальное образование получила у муллы, выучив также арабский язык. Училась в Александринской русско-мусульманской женской школе. После завершения учёбы начала преподавать в женской гимназии святой Нины в Баку.

### Научная деятельность
В 1932 году она поступила на исторический факультет Азербайджанского государственного педагогического института имени В. И. Ленина, который окончила с отличием в 1936 году. С 1937 года работала младшим, а затем старшим научным сотрудником в Отделе материальной и культурной истории Института истории, археологии и этнографии Азербайджанского филиала АН СССР.
Её первая работа — «Свадебные обычаи города Куба» — была опубликована в 1946 году. В этом этнографическом труде исследуются традиции и свадебные обряды азербайджанского народа. В 1949 году была направлена в Институт этнографии АН СССР. Во время пребывания в Москве под руководством Е. М. Шиллингa защитила кандидатскую диссертацию на тему «Древние свадебные обычаи на Апшероне». В 1949 году выступила с докладом «Свадебный цикл на Апшероне» в Институте этнографии АН СССР.
В последние годы своей жизни работала над монографией под названием «Древние свадебные обычаи Баку и Апшерона». Ею были собраны фольклорные материалы, касающиеся семейного быта населения Апшеронского полуострова, а также народные песни, загадки и пословицы.

### Преследование
В 1951 году на XVIII съезде АК(б)П М. А. Багиров, говоря об исследованиях учёных, работающих в академии, уничижительно высказался о монографии Бабаевой, после чего она, по решению Президиума Академии наук Азербайджанской ССР, была уволена. 30 марта 1969 года скончалась после продолжительной болезни.
Книга «Свадебные обычаи города Куба» была переиздана латиницей Институтом истории Национальной академии наук Азербайджана в 2022 году.

## Семья
Дед Рахшанды Ахундовой, Мирза Эйбат Ахундзаде, создавал поэзию под псевдонимом «Феда». Её отец, Ибрагим Ахундов, работал писарем в губернском управлении в Баку и умер в 1910 году. Мать, Фатьма-ханум, происходила из рода Гаджинских. Тётя, Сакина Ахундзаде, была первой женщиной-драматургом в Азербайджане, а сестра Рейхан — первой женщиной-художницей в Азербайджане.
В 1930-х годах Рахшанда Ахундова вышла замуж за технолога-инженера Алигейдара Бабаева. От этого брака в 1933 году родился сын Алтай, а в 1938 году – дочь Лейлуфер. Алигейдар Бабаев работал в объединении «Азнефть» и преподавал в Политехнической школе. В 1943 году был арестован по подозрению в «связях с Германией». Несмотря на освобождение в 1946 году, ему не разрешили проживать в Баку. В результате он переехал в Мингечевир, где некоторое время работал на Мингечевирской ГЭС. В 1956 году был признан невиновным и полностью реабилитирован. Скончался в Губе в результате инсульта.